# Yacimiento de icnitas de dinosaurio de Arén
El yacimiento de icnitas de Arén es un yacimiento paleontológico situado en el término municipal de Arén, provincia de Huesca, España.

## Ubicación y características
El yacimiento de icnitas se encuentra en terrenos de la Sociedad de Montes Comunes de Arén, próximo a la carretera nacional 230 (Lérida-frontera con Francia). Se sitúa muy cerca del núcleo de población de la localidad, entre trescientos y cuatrocientos metros en dirección a Francia. El yacimiento está datado como del Maastrichtiense inferior y se encuentra en relación con los yacimientos leridanos de Tremp. Es el único yacimiento oscense donde se han encontrado huellas reales de dinosaurios —en oposición a los contramoldes de la mayoría de huellas—.
En el yacimiento de Arén se han encontrado numerosas huellas de saurópodos y ornitópodos (hadrosáuridos) que pueden agruparse en cuatro posibles rastros. La zona de las icnitas ha sido limpiada y estudiada, encontrándose en buen estado. Sin embargo, los procesos de meteorización actúan fuertemente en el territorio.
Asociados a este yacimiento de icnitas se presentan otros yacimientos en Arén (restos óseos) de gran importancia, al ser los más ricos en número de restos y diversidad del Maastrichtiense superior de Europa Occidental, aportando además, piezas excepcionales como son fragmentos craneales y vértebras caudales en conexión anatómica. Con el tiempo las investigaciones han permitido trabajar en las áreas de estos restos, conocidas como yacimientos de Blasi —Blasi 1, Blasi 2 y Blasi 3— que conservan restos de dinosaurios y tetrápodos, cáscaras de huevos y huevos completos, entre otras piezas. Las investigaciones han permitido determinar la presencia de dos tipos no conocidos de hadrosaurios: Arenysaurus ardevoli, hallado en Blasi 3 y Blasisaurus canudoi, localizado en Blasi 1. En el primer caso la denominación procede del nombre de la localidad, Arén, y del apellido de su descubridor, Lluís Ardèvol, y en el segundo del nombre del yacimiento y como homenaje al paleontólogo José Ignacio Canudo. A estos nuevos hallazgos se sumaron después otros dos crocodilia: Arenysuchus gascabadiolorum y Allodaposuchus subjuniperus.
La zona se encuentra preparada para un recorrido por las icnitas y Arén cuenta con una instalación, el Museo de los Últimos Dinosaurios de Europa, desde donde se inicia el recorrido.

## Estatus patrimonial
Junto a otros diez yacimientos de icnitas, el de Arén fue declarado Bien de Interés Cultural, en la categoría de Conjunto de Interés Cultural, como zona paleontológica por Decreto 20/2003, de 28 de enero, del Gobierno de Aragón, publicado en el Boletín Oficial de Aragón el 12 de febrero del mismo año.